# Hultsfreds flygplats
Hultsfreds flygplats (Hultsfred Airport) (IATA: HLF, ICAO: ESSF), är en flygplats och före detta militär flygbas, cirka 4 km norr om Hultsfred utmed riksväg 34.

## Historik
Flygplatsen är privatägd, tidigare ägde kommunen den. Nordöstra Smålands Flygklubb har sin verksamhet förlagd där. Det finns inte längre reguljära passagerarflygningar. 
Flygplatsen har haft mer eller mindre reguljär civil trafik från 1940-talet då den byggdes som militärt reservfält, tills i juni 2006 då rutten Hultsfred – Stockholm avslutades, med Swedline Express AB som det senaste bolaget som trafikerade rutten. Tidigare trafikerades vissa rutter mot Oskarshamns flygplats med en mellanlandning i Hultsfred. Det finns möjligheter till taxiflyg, som hade 270 passagerare 2007, jämfört med totalt 6 085 år 2000 och 4 125 år 2004.
Start- och landningsbanan är gjord av betong. Det finns olika typer av elektroniska landningshjälpmedel i form av till exempel ILS (instrumentlandningssystem), DME (avståndsmätningsutrustning), NDB (inflygningsfyrar) och markeringsfyrar. Dessa är dock inte längre i drift 2018. Flygplatsen, som 2008 såldes av Hultsfreds kommun till fyra privatpersoner, omfattas av 275 hektar mark varav cirka 100 hektar skogsmark. Den 4 oktober 2019 framkom det i samband med en lokal presskonferens i Hultsfred att Försvarsmakten visat intresse för att köpa tillbaka flygplatsen. Ärendet låg hos regeringen i väntan på vidare beslut i frågan.